# بابلو البوران
بابلو البوران (بالإسبانية: Pablo Alborán) (ملقا، مايو 31، 1989)، مغني إسباني، أحرز 3 ترشيحات لمهرجان الغرامي اللاتيني في عام 2011.

## ميلاده ونشأته
والده مهندس معاماري من مدينة ملقا في جنوب إسبانيا ووالدته فرنسية، لديه أخوين: سالفادور وكاسيلدا.
منذ صغره، أبدى أهتمامه في تعلم كيفية البيانو والإيتار والغناء. كان يحضر دورات تدريب الغناء من قبل مغنيين محترفين في ملقا ومدريد.
في عام 2002، عندما كان عمره 12 سنة حينها، ألَف أغنتين، واحدة منهم متوفرة في ألبومه. في ملقا ظهر أمام الناس لأول مرة في فرقة وكان يسمونه الناس El Blanco Moreno (الأبيض الأسمر)، لأنه كان أبيض وMoreno (أسمر) كان اسم عائلته. في وقت لاحق، التقى بابلو مع مخرج الموسيقى مانويل ايان وسجل عينة موسيقية تظمنت نسخة غنَاها بابلو للمغنية الإسبانية ديانا نافارو، منذ سماع ديانا نافارو لتلك العينة أبدت أعجابها ببالو وأصبحت نوعاً ما مرشدته الفنية.

## Pablo AlboránوEn Acústico
تحظيراً لألبومه الأول، أختار بابلو الأغاني التي ستتوفر في الألبوم من ضمن 40 أغنية ألفها وحده.
خلال تسجيل الألبوم ذانه، رفع بابلو بعض من أغانيه على موقع يوتيوب، مما أثار ملايين الناس أعجابهم به، ومن ضمنهم المغنية الأمريكية كيلي رولاند.
تم إصدار أغنية Solamente Tú [الإنجليزية] (أنت الوحيد) رقميا في إسبانيا في أكتوبر 2010 كأول أغنية من ألبومه الأول، Pablo Alborán، الذي اصدر في فبراير 2011. جقق الألبوم نجاح كبير جداً في إسبانيا، مما أدى إلى فوزه بعدة جوائز وكونه الألبوم الأكثر مبيعا في إسبانيا لعام 2011.
بدأ بابلو البوران جولته العالمية في مايو 27، 2011 في مدريد وبعدها غنى في عدة بلدان في أمريكا اللاتينية منها الأرجنتين، تشيلي والمكسيك. بعد النجاح الذي حققه، اصدر البومة الحي الأول، En Acústico، في نوفمبر من السنة ذانها. احتولى الالبوم على نسخ حية من معظم أغاني البومة الأول اضاقة إلى أغنيتين جديدتين و 4 بونس تاكس. تم إعادة تسجيل أغنية Perdóname (سامحني) مع مغنية الفادو البرتغالية كارمينيو، ححقت هذه الأغنية نجاح كبير في إسبانيا والبرتغال.

## روابط خارجية
- بابلو البوران على موقع IMDb (الإنجليزية)
- بابلو البوران على موقع ميوزك برينز (الإنجليزية)
- بابلو البوران على موقع أول ميوزيك (الإنجليزية)
- بابلو البوران على موقع ديسكوغز (الإنجليزية)
- بابلو البوران على موقع قاعدة بيانات الفيلم (الإنجليزية)